# Cynthia Micas
Cynthia Micas (* 2. Februar 1990 in Berlin) ist eine deutsche Schauspielerin.

## Leben
Cynthia Micas ist die Tochter einer Deutschen und eines Mosambikaners. Von 2009 bis 2013 studierte sie Schauspiel an der Universität der Künste Berlin. Micas spielte 2004–2005 die Hauptrolle der Joana Hofmeister in der Kinder- und Jugendserie Schloss Einstein (Folgen 285–392). In ihren späteren Kino- und Fernsehrollen agierte sie neben Schauspielern wie Max Riemelt, Fabian Hinrichs, Jasmin Tabatabai und Alice Dwyer.
Von 2013 bis 2017 gehörte sie unter der Intendanz von Shermin Langhoff zum Ensemble des Maxim-Gorki-Theaters. Ab der Spielzeit 2017/18 gehörte Micas zum Ensemble des Residenztheaters in München. In der Spielzeit 2019/20 wechselte sie zum Berliner Ensemble.

## Filmografie (Auswahl)
- 1997: Der Havelkaiser
- 2004–2006: Schloss Einstein
- 2009: Wenn Bäume Puppen tragen
- 2011: David Koks
- 2012: Großstadtrevier – Pretty Woman
- 2012: Der zweite Mann
- 2013: Beste Bescherung
- 2013: Letzte Spur Berlin – Lebensbund
- 2013: Alles Klara – Bäumlers Klippe
- 2016: Jetzt ist die Sonne weg
- 2016: Die Hannas
- 2017: SOKO Leipzig – Endstation Hostel
- 2018: Tatort: Meta
- 2018: SOKO Stuttgart – Marathongirl
- 2019: Professor T.
- seit 2019: Tatort → siehe Tatort (Berlin) (Fernsehreihe)
  - 2019: Tatort: Das Leben nach dem Tod
  - 2021: Tatort: Die dritte Haut
  - 2023: Tatort: Nichts als die Wahrheit
  - 2024: Tatort: Am Tag der wandernden Seelen
- 2019: Tatort: One Way Ticket
- 2020: Großstadtrevier – Schlüsselmomente
- 2021: In aller Freundschaft – Augen zu und durch!
- 2021: Notruf Hafenkante – Rechtsabbieger
- 2021: Ein Fall für zwei – Notwehr
- 2021: Bring mich nach Hause
- 2022: Der Bergdoktor – Scheinwelten
- 2022: Doppelhaushälfte
- 2022: Barbaren
- 2023: Ein Fest fürs Leben
- 2023: Der Bremerhaven-Krimi – Tödliche Fracht
- 2024: Maxton Hall: Die Welt zwischen uns (Fernsehserie, 3 Folgen)
- 2024: Überväter
- 2024: Allein zwischen den Fronten
- 2024: A Better Place (Fernsehserie)
- 2024: Maxton Hall – Die Welt zwischen uns (Fernsehserie, 3 Folgen)

## Theater
- Kinder-Jedermann-Festspiele im Berliner Dom
- 2010: Alle Farben, bat Studiotheater
- 2011: Cover, Maxim-Gorki-Theater
- 2011: Long bet one, HAU 3
- 2012: Der goldene Drache, Deutsches Theater Berlin
- 2013: Es sagt mir nichts, das sogenannte draußen, Maxim-Gorki-Theater (Festengagement)
- 2014: Schwarze Jungfrauen, Maxim-Gorki-Theater (Festengagement)
- 2017: Good People (Mittelschichtblues), Theater am Neumarkt Zürich
- 2017: Kreise, Residenztheater München
- 2017: Gloria, Residenztheater München
- 2018: Der Balkon, Residenztheater München
- 2021: Die Dreigroschenoper, Berliner Ensemble

## Oper
- Brundibar am Schauspielhaus Berlin
- Hänsel und Gretel an der Philharmonie
- Carmen an der Staatsoper Berlin
- Turandot an der Staatsoper Berlin
- La Bohème an der Staatsoper Berlin
- Nussknacker an der Staatsoper Berlin
- Der Notenbaum am Admiralspalast Berlin